# 刑具

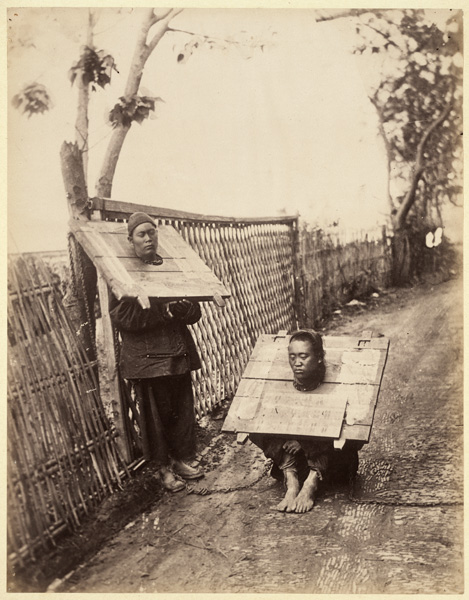
清朝時期的刑具枷項

刑具，古代拷訊、拘禁罪犯和執行肉刑時使用的器械。少數如：新加坡、伊斯兰国家尚存，其餘多數國家皆已明令禁止使用。

## 中國刑具
中國古代的刑具與刑罰同時產生，並隨著刑罰的改變而變化。
- 刀，單刃的砍殺兵器。
- 鋸，是一類有齒，將固體材料切割成各種長度或形狀的工具。
- 鞭，象徵嚴厲的懲罰，故此亦有人會以軟鞭來抽打部下、奴僕、兒女，以示權威。
- 桎梏，「桎」用以扣足；「梏」用以扣手。
- 枷鎖，套在犯人身上的刑具。
- 斧鉞
- 鑽鑿
- 笞杖，以荊條或竹板責打受刑人大腿或屁股的刑罰。

## 西洋刑具
- 十字架，將受刑者固定上，再用五個大型鐵釘定住受刑者的喉頸、手腕、腳腕，使受刑者大動脈血液流盡而亡。
- 扯皮鐵鏈，在鞭打囚犯的同時扯下囚犯的大塊皮肉。
- 斷頭台，執行死刑之器具，用以將犯人的頭斬去。
- 鐵處女，中世紀歐洲用來刑罰和拷問的一種刑具。
- 銅牛，用青銅製成牛形的刑具，在牛背的地方有個門。把受刑者關在裏面，然後在下面點燃著烈火，令熱流傳過整隻銅牛。
- 柳條人，用柴枝和茅草製成人形的刑具，把受刑者關在裏面，然後在下面點燃著烈火，將其活活燒死。
- 羅馬競技場，羅馬帝國早期逼迫基督徒時，曾把千萬個基督徒放在這大圓競技場的沙場中，活活的讓野獸撕裂吞噬。

## 現代刑具
- 電椅，美國於20世紀經常使用的一項死刑執行工具。
- 手銬，是一種束縛人手腕的裝置，多為金屬製，常見於軍警單位使用。
- 指銬，是在一些國家中使用的一種刑具，主要用於押解那些非常危險的囚犯，有時囚犯出庭時必須要佩戴。

## 延伸阅读
[在维基数据编辑]
 《欽定古今圖書集成·經濟彙編·祥刑典·刑具部》，出自陈梦雷《古今圖書集成》